# Герово
Герово је насељено место у саставу града Чабра у Приморско-горанској жупанији, Република Хрватска.

## Историја
До територијалне реорганизације у Хрватској налазило се у саставу старе општине Чабар.

## Становништво
На попису становништва 2011. године, Герово је имало 689 становника.

## Попис1991.
На попису становништва 1991. године, насељено место Герово је имало 807 становника, следећег националног састава:
| Попис 1991.‍  | Попис 1991.‍  | Попис 1991.‍ | Попис 1991.‍ | Попис 1991.‍ |
| ------------ | ------------ | ----------- | ----------- | ----------- |
|              |              |             |             |             |
| Хрвати       | Хрвати       |             | 741         | 91,82%      |
| Роми         | Роми         |             | 17          | 2,10%       |
| Срби         | Срби         |             | 9           | 1,11%       |
| Словенци     | Словенци     |             | 8           | 0,99%       |
| Албанци      | Албанци      |             | 6           | 0,74%       |
| Муслимани    | Муслимани    |             | 6           | 0,74%       |
| Југословени  | Југословени  |             | 3           | 0,37%       |
| Мађари       | Мађари       |             | 1           | 0,12%       |
| Македонци    | Македонци    |             | 1           | 0,12%       |
| Чеси         | Чеси         |             | 1           | 0,12%       |
| неопредељени | неопредељени |             | 3           | 0,37%       |
| регион. опр. | регион. опр. |             | 8           | 0,99%       |
| непознато    | непознато    |             | 3           | 0,37%       |
| укупно: 807  |              |             |             |             |